# Bowrain
Tine Grgurevič, bolje znan pod umetniškim psevdonimom Bowrain, je slovenski skladatelj, pianist in glasbeni producent. Rojen je bil leta 1983 v Ljubljani, trenutno pa živi v Amsterdamu. Kot Tine Grgurevič je ustvarjal jazz glasbo in izdal dva albuma, Balkan Flavours (2010) in Images of Reality (2011), od leta 2014 pa ustvarja elektronsko glasbo, ki združuje vplive ambienta in jazza. Pod imenom Bowrain je izdal dva studijska albuma, Far Out (2014) in Distracted (2017).

## Diskografija
Kot Tine Grgurevič
- Balkan Flavours (2010)
- Images of Reality (2011)

Kot Bowrain
- Far Out (2014)
- Far Out Remixes (2015)
- Distracted (2017)